# Chilorhinophis
Chilorhinophis is een geslacht van slangen uit de familie Atractaspididae.

## Naam en indeling
De wetenschappelijke naam van de groep werd voor het eerst voorgesteld door Franz Werner in 1907. Er zijn twee soorten, de slangen werden eerder aan het geslacht Parkerophis toegekend.

### Soorten
Het geslacht omvat de volgende soorten, met de auteur en het verspreidingsgebied.
| Naam                   | Auteur          | Verspreidingsgebied                                                         |
| ---------------------- | --------------- | --------------------------------------------------------------------------- |
| Chilorhinophis butleri | Werner, 1907    | Soedan, Tanzania, Mozambique, mogelijk in Oeganda, Kenia, Rwanda en Burundi |
| Chilorhinophis gerardi | Boulenger, 1913 | Congo-Kinshasa, Zambia, Zimbabwe, Tanzania                                  |

## Verspreidingsgebied
De slangen komen voor in delen van Afrika en leven in de landen Congo-Kinshasa, Zambia, Zimbabwe, Tanzania, Soedan, Tanzania en Mozambique. Chilorhinophis butleri komt mogelijk voor in Oeganda, Kenia, Rwanda en Burundi.

## Beschermingsstatus
Door de internationale natuurbeschermingsorganisatie IUCN is aan een soort een beschermingsstatus toegewezen. Chilorhinophis butleri wordt beschouwd als 'veilig' (Least Concern of LC).